# Eric Metcalfe
Eric Metcalfe (1940, Vancouver) es una artista visual y de performance.

## Biografía
Metcalfe es aborigen de Vancouver y creció en Victoria (Columbia Británica) donde estudió arte visual en la Universidad de Victoria.

### Carrera
Metcalfe fue uno de los ocho fundadores originales de la Western Front Society.
A partir de la década de 1970, Metcalfe realizó a menudo bajo la personalidad Dr Brute, con su Brute Sax Band. Ha colaborado frecuentemente con la artista Kate Craig, con la que se casaría, quien adoptaba la personalidad de Lady Brute.

## Honores

### Galardones
- 2008: Governor General's Awards in Visual and Media Arts.[1][12]